# سيريل بيرل
سيريل بيرل (بالإنجليزية: Cyril Pearl)‏ هو صحفي أسترالي، ولد في 11 أبريل 1904 في ملبورن في أستراليا، وتوفي في 7 مارس 1987 في سيدني في أستراليا.